# Armin Tille

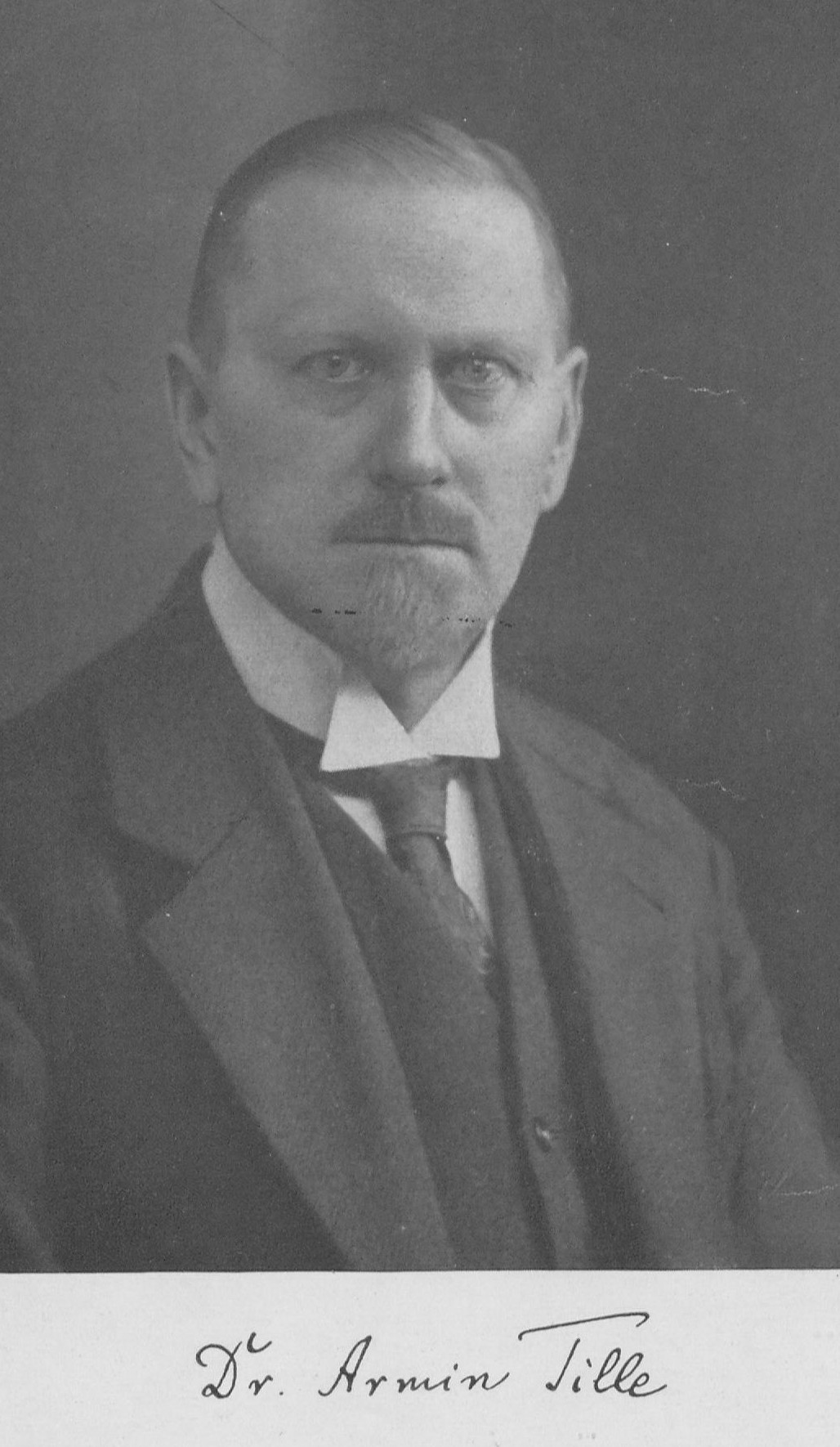
Armin Tille, um 1930

Franz Armin Tille (* 26. Februar 1870 in Lauenstein; † 14. April 1941 in Beuel) war ein deutscher Archivar, Bibliothekar und Historiker. Sein älterer Bruder war der Germanist, Philosoph und Funktionär von Wirtschaftsverbänden Alexander Tille. 

## Leben
Er war der Sohn des Pfarrers Franz Louis Tille, der von 1859 bis 1874 dem Lauensteiner Pfarramt vorstand und seit 1896 in Kessenich bei Bonn im Ruhestand lebte.
Armin Tille wurde 1907 Bibliothekar des Landtages des Königreichs Sachsen in Dresden, 1910 Leiter des Geheimen Haupt- und Staatsarchivs in Weimar und in der Weimarer Republik der Organisator des nach 1920 entstandenen Landesarchivwesens in Thüringen. Er war von 1926 bis 1934 Direktor der Thüringischen Staatsarchive. Sein Nachfolger als Leiter des heutigen Thüringischen Hauptstaatsarchivs wurde 1934 Willy Flach.
Gemeinsam mit dem Leipziger Geschichtsprofessor Erich Brandenburg, dem Rechtsanwalt Hans Breymann und dem Kaufmann Arthur Dimpfel war er 1904 an der Gründung der Zentralstelle für deutsche Personen- und Familiengeschichte beteiligt. Neben seinen genealogischen Interessen vertrat Tille sozialdarwinistische Positionen und sah sich später selbst als Wegbereiter des Nationalsozialismus. In seiner Funktion als Direktor des Thüringischen Staatsarchivs begrüßte er am 3. Mai 1933 in einem Schreiben an das Staatsministerium die Überlegungen zur „Unfruchtbarmachung Minderwertiger“. Als Personenkreis für eine Zwangssterilisation benannte er Zuchthäusler, Hilfsschüler, „geistig Minderwertige“, Taubstumme, Blindgeborene, Landstreicher und auch „etwaige Mischlinge, bei denen ein Elternteil farbig (namentlich Neger) gewesen ist“. Er wies dafür auf die Bedeutung einer Unterstützung durch die Genealogen hin wie auch auf die Heranziehung von archivalischen Quellen. Tille riet dazu, „die Notwendigkeit, die Minderwertigen sozial auszuscheiden, immer wieder öffentlich zu betonen, aber die zu diesem Behufe ergriffenen Maßnahmen möglichst wenig öffentlich zu erörtern“. Er veröffentlichte in den darauf folgenden Jahren Artikel wie z. B. Blut und Boden als Grundlagen der Volksgemeinschaft (1933), Judenaustreibung war nicht billig (1936) und Zur Herkunft der Bezeichnung „Nationalsozialismus“ (1938).

## Werke (Auswahl)
- mit Rudolf Kötzschke: Karl Lamprecht. Eine Erinnerungsschrift der deutschen Geschichtsblätter. In: Deutsche Geschichtsblätter. Bd. 16 (1915), S. 159–186 (Digitalisat der Universitäts- und Landesbibliothek Bonn).
- Übersicht über den Inhalt der kleineren Archive der Rheinprovinz (= Publikationen der Gesellschaft für Rheinische Geschichtskunde. Band 19). 2 Bände, Behrendt, Bonn 1899 (Universitäts- und Landesbibliothek Düsseldorf).
- Die bäuerliche Wirtschaftsverfassung des Vintschgaues, vornehmlich in der zweiten Hälfte des Mittelalters. Universitätsverlag Wagner, Innsbruck 1895.